# 挪威教會
挪威教會（挪威語：Den norske kirke）是挪威的一個新教信義宗教會，是挪威人數最多的教會。挪威教會成立於1536年至1537年丹麥-挪威宗教改革期間。挪威教會是鮑渥共融的成員。